# Mikroregion Dubina
Mikroregion Dubina je dobrovolný svazek obcí podle zákona v okresu Kutná Hora, jeho sídlem jsou Kluky a jeho cílem je koordinace území a investiční akce. Sdružuje celkem 8 obcí a byl založen v roce 2002.

## Obce sdružené v mikroregionu
- Hraběšín
- Kluky
- Krchleby
- Močovice
- Souňov
- Třebešice
- Třebonín
- Vodranty